# Ciclismo nos Jogos Olímpicos de Verão de 2020 - Madison masculino
A prova de madison masculino do ciclismo nos Jogos Olímpicos de Verão de 2020 ocorreu em 7 de agosto de 2021 no Velódromo de Izu, em Izu, Shizuoka. Um total de 32 ciclistas de 16 Comitês Olímpicos Nacionais (CON) participaram do evento.
Esta foi a quarta aparição do evento em Jogos Olímpicos, sendo realizada de 2000 a 2008. Em 2012 e 2016 foi removido do programa do ciclismo por não haver equivalente feminino, o que veio a ocorrer apenas nessa edição.

## Qualificação
Cada Comitê Olímpico Nacional (CON) poderia inscrever uma equipe de dois ciclistas no madison. As vagas são atribuídas ao CON, que seleciona os ciclistas. A qualificação se deu inteiramente através do ranking de nações da União Ciclística Internacional (UCI) de 2018–20. As oito primeiras nações do ranking para a perseguição por equipes também qualificaram automaticamente uma equipe no madison.

## Formato
O madison é uma corrida de pontos que envolve todas as 16 equipes competindo ao mesmo tempo e em uma única fase. Um ciclista de cada equipe compete de cada vez; os dois membros da equipe podem trocar a qualquer momento. A distância é de 200 voltas (50 km). As equipes marcam pontos de duas maneiras: percorrendo o velódromo e em sprints. Uma equipe que ganha uma volta recebe 20 pontos; aquele que perde uma volta tem 20 pontos deduzidos. Cada décima volta é um sprint, com o primeiro a terminar a volta ganhando 5 pontos, o segundo 3 pontos, o terceiro 2 pontos e o quarto 1 ponto. Os valores dos pontos são duplicados para o sprint final.

## Calendário
Horário local (UTC+9)
| Data        | Tempo | Fase  |
| ----------- | ----- | ----- |
| 7 de agosto | 16:55 | Final |

## Medalhistas
|  | DEN Dinamarca                      |  | GBR Grã-Bretanha           |  | FRA França                      |
|  | Lasse Norman Hansen Michael Mørkøv |  | Ethan Hayter Matthew Walls |  | Benjamin Thomas Donavan Grondin |

## Resultados
Disputa com início as 16:55 locais com 200 voltas (sendo 20 delas sprints), totalizando 50 km percorridos.
| Pos.              | Ciclista                           | CON                | Sprint | Sprint | Sprint | Sprint | Sprint | Sprint | Sprint | Sprint | Sprint | Sprint | Sprint | Sprint | Sprint | Sprint | Sprint | Sprint | Sprint | Sprint | Sprint | Sprint | Voltas | Voltas | Ordem final | Total |
| Pos.              | Ciclista                           | CON                | 1      | 2      | 3      | 4      | 5      | 6      | 7      | 8      | 9      | 10     | 11     | 12     | 13     | 14     | 15     | 16     | 17     | 18     | 19     | 20     | +      | −      | Ordem final | Total |
| ----------------- | ---------------------------------- | ------------------ | ------ | ------ | ------ | ------ | ------ | ------ | ------ | ------ | ------ | ------ | ------ | ------ | ------ | ------ | ------ | ------ | ------ | ------ | ------ | ------ | ------ | ------ | ----------- | ----- |
| Medalha de ouro   | Lasse Norman Hansen Michael Mørkøv | DEN Dinamarca      |        | 3      |        | 3      |        | 5      | 3      |        |        | 5      | 3      | 3      | 2      | 1      | 5      | 3      |        | 3      | 2      | 2      |        |        | 4           | 43    |
| Medalha de prata  | Ethan Hayter Matthew Walls         | GBR Grã-Bretanha   | 3      | 2      | 5      |        | 3      | 2      |        |        | 3      | 2      | 2      | 1      | 1      |        | 2      |        |        | 1      | 3      | 10     |        |        | 1           | 40    |
| Medalha de bronze | Benjamin Thomas Donavan Grondin    | FRA França         | 5      | 5      |        |        | 1      |        |        | 3      |        |        | 5      | 5      | 5      | 3      |        | 1      | 2      |        | 1      | 4      |        |        | 3           | 40    |
| 4                 | Kenny De Ketele Robbe Ghys         | BEL Bélgica        |        |        |        | 1      | 5      |        |        | 5      |        |        |        |        | 3      | 2      |        |        |        | 5      | 5      | 6      |        |        | 2           | 32    |
| 5                 | Yoeri Havik Jan-Willem van Schip   | NED Países Baixos  | 2      |        |        | 5      | 2      | 1      |        | 2      | 1      | 1      |        | 2      |        |        | 1      |        |        |        |        |        |        |        | 6           | 17    |
| 6                 | Sebastián Mora Albert Torres       | ESP Espanha        |        |        | 2      |        |        |        | 1      |        | 2      |        |        |        |        |        |        | 2      | 5      | 2      |        |        |        |        | 5           | 14    |
| 7                 | Robin Froidevaux Théry Schir       | SUI Suíça          |        |        |        |        |        |        | 2      |        |        |        | 1      |        |        |        |        | 5      |        |        |        |        |        |        | 7           | 8     |
| 8                 | Szymon Sajnok Daniel Staniszewski  | POL Polônia        |        |        |        |        |        |        |        |        |        |        |        |        |        |        |        |        |        |        |        |        |        |        | 10          | 0     |
| 9                 | Roger Kluge Theo Reinhardt         | GER Alemanha       |        |        |        | 2      |        | 3      |        | 1      |        |        |        |        |        | 5      | 3      |        |        |        |        |        |        | 20     | 9           | –6    |
| 10                | Simone Consonni Elia Viviani       | ITA Itália         | 1      | 1      |        |        |        |        | 5      |        |        | 3      |        |        |        |        |        |        | 1      |        |        |        |        | 20     | 11          | –9    |
| 11                | Campbell Stewart Corbin Strong     | NZL Nova Zelândia  |        |        |        |        |        |        |        |        |        |        |        |        |        |        |        |        | 3      |        |        |        |        | 20     | 8           | –17   |
| 12                | Kelland O'Brien Leigh Howard       | AUS Austrália      |        |        | 3      |        |        |        |        |        |        |        |        |        |        |        |        |        |        |        |        |        |        | 20     | DNF         | –     |
| 12                | Adrian Hegyvary Gavin Hoover       | USA Estados Unidos |        |        | 1      |        |        |        |        |        | 5      |        |        |        |        |        |        |        |        |        |        |        |        |        | DNF         | –     |
| 12                | Andreas Graf Andreas Müller        | AUT Áustria        |        |        |        |        |        |        |        |        |        |        |        |        |        |        |        |        |        |        |        |        |        | 20     | DNF         | –     |
| 12                | Mark Downey Felix English          | IRL Irlanda        |        |        |        |        |        |        |        |        |        |        |        |        |        |        |        |        |        |        |        |        |        | 40     | DNF         | –     |
| 12                | Michael Foley Derek Gee            | CAN Canadá         |        |        |        |        |        |        |        |        |        |        |        |        |        |        |        |        |        |        |        |        |        | 20     | DNF         | –     |